# Magyarország és Ausztria kapcsolatai
Magyarország és Ausztria kapcsolatai a honfoglalás időszakától kezdve fokozatosan alakultak ki. A Habsburg-házból, majd a Habsburg–Lotaringiai-házból származó uralkodók magyar trónra jutásának eredményeként szorosabb lett a viszony a két ország között.
Az Osztrák–Magyar Monarchia idejében főleg a gazdasági kapcsolatok erősödtek meg, de a többi területen is javulás volt jellemző. A Monarchia megszűnése után megromlott a viszony a két ország között a területi viták miatt. A gazdasági kapcsolatok a II. világháború után újra megerősödtek, de az utána következő hidegháború miatt meggyengült.
A rendszerváltás után a diplomáciai kapcsolatok ismételten pozitív irányba haladtak. Ezenkívül a gazdasági és kulturális élet ápolása is nagyon fontos mindkét ország számára.

## Történelem

### 862 és 970 között
A magyarok 862-től kezdve egészen 970-ig kalandozó hadjáratokat indítottak Európa egyes vidékeire. Ezek főleg nyugati és déli irányokba történtek.
Többek között a magyar csapatok 901-ben megrohanták Karintiát is, de sikertelenül végződött a támadás, mert visszaverték őket.

### Árpád-házi uralkodók korszaka
1146. szeptember 11-én, a Fischa menti csatában a II. Géza magyar király és Belos bán által vezetett magyar hadsereg vereséget mért a II. Henrik osztrák herceg vezette seregre. Emiatt hosszabb ideig ellenséges viszonnyal volt jellemezhető ez az időszak a két ország között.
IV. Béla uralkodása idején, 1246. június 15-én, a Lajta folyónál zajló harcok során II. Frigyes osztrák herceg vereséget mért a magyar seregre. Frigyes elhunyt az összecsapások során, ő volt az utolsó Babenberg-házi uralkodó Ausztriában. 1253-ban II. Ottokár cseh király és IV. Béla békét kötöttek egymással. A magyarok megkapták a Semmering-hágótól délre eső osztrák területeket. 1258-ban a helyi lakosok körében lázadás tört ki a magyarok ellen és Ottokárhoz csatlakoztak, ennek eredményeként újból osztrák fennhatóság alá kerültek ezek a vidékek.
1260. július 12-én és július 13-án, az első morvamezei csata az osztrák területek visszafoglalásának céljából történt, de ezek a harcok a magyarok vereségével zárult, így nem sikerült IV. Béla területszerzési törekvése.

### Anjou-házból származó királyok vezetése alatt
Károly Róbert, aki az Anjou-ház magyar ágának alapítója volt, jó viszonyt ápolt az osztrák hercegekkel. Később megromlott ez a viszony, mert az osztrákok nem adták vissza Pozsonyt és Muraközt, régebbi ígéretüket így nem tartották be. Ezenkívül a Kőszegi családot is támogatták, akik Károly Róbert ellenzői voltak.
1328-ban Károly Róbert és Luxemburgi János cseh király hadjáratot indított az osztrák hercegek ellen, ami után nem sokkal békeszerződést kötöttek a hercegek Károly Róberttel. Ebben a szerződésben vállalták, hogy Pozsonyt és Muraközt odaadják a magyaroknak, de végül csak Pozsonyt szolgáltatták vissza.
1337 nyarán Károly Róbert újból harcot indított az osztrák hercegek ellen és sikerült elfoglalnia Muraközt. 1337. szeptember 11-én Pozsonyban megkötött béke értelmében a magyar király visszakapta Muraközt.
Halála után, 1342-ben fia, I. Lajos került a trónra. Uralkodása alatt, dinasztikus kapcsolatrendszereit segítségül hívva, kedvező helyzetbe került a gazdaság, ezenkívül kulturális fejlődés is tapasztalható volt.

### Habsburg-házi uralkodók időszaka
Luxemburgi Zsigmond halála után, 1437-ben Albert lett a magyar király, aki az első olyan uralkodó volt, aki a Habsburg-házból származott. Őt 1438. január elsején koronázta meg az akkori esztergomi érsek Székesfehérváron.
Később, 1444-ben fia, V. László is hatalomra került. Ő volt az egyetlen olyan Habsburg-házi király, aki Magyarországon született.
Az utolsó Habsburg-házi uralkodó Mária Terézia volt, aki 1754-ben kettős vámrendszert vezetett be, ami a magyar iparra kedvezőtlenül hatott, a cseh és osztrák iparcikkek alacsonyabb behozatali vámja miatt. A magyar mezőgazdasági termékek piacára azonban kedvezően hatott ez a rendelet.

### Habsburg–Lotaringiai-ház uralma idején
Mária Terézia fia, II. József magyar király, aki az első uralkodó, aki a Habsburg–Lotaringiai-házból származik, 1780-tól 1790-ig volt hatalmon. 1782-ben az államszervezet központosítási elképzeléseit többek között úgy valósította meg, hogy egyesítette a Magyar Kamarát és a Helytartótanácsot. Így gyorsabbá vált a Helytartótanács ügyintézése.
1784. május 6-án nyelvrendeletet adott ki, amiben a német nyelvet tette hivatalossá. A magyar nemesség ezt felháborítónak találta.
1916 és 1918 között IV. Károly magyar király ült a magyar trónon, aki a Habsburg–Lotaringiai-ház utolsó uralkodója volt.

### Az Osztrák–Magyar Monarchia időszaka

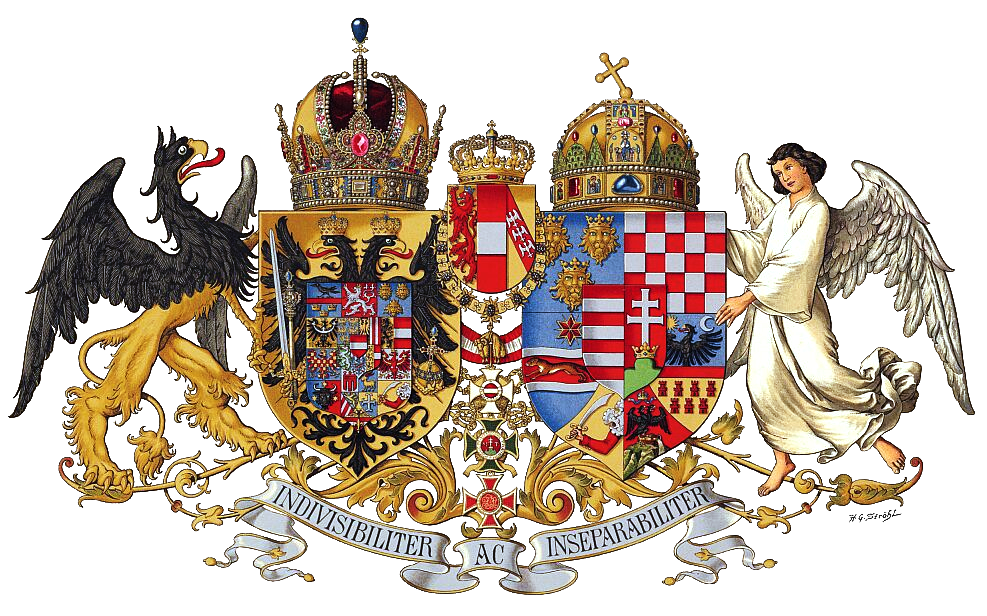
Az Osztrák–Magyar Monarchia címere 1915-ben

Az Osztrák Császárság és a Magyar Királyság 1918-ig az Osztrák–Magyar Monarchia részei voltak. Az 1867-es osztrák–magyar kiegyezésnek köszönhetően jelentősen megerősödtek a gazdasági kapcsolatok.
Az 1848–49-es forradalom és szabadságharc idejében feszült viszony alakult ki a két ország között.
1804-ben csak egy kétfejű sas volt a közös címeren ábrázolva, de 1915-ben sok vita után ez megváltozott. Ez a függetlenedési törekvés egyik jele volt magyar részről. A Monarchia egészen az I. világháború végéig létezett, de az 1919-es és 1920-as békeszerződések hatására megszűnt. Mindkét ország jelentős területi veszteséget szenvedett. Két független állam jött létre.

### Az első és a második világháború között
Rontotta a két ország közötti viszonyt Ausztria területi követelése Nyugat-Magyarország egyes területei iránt. Magyarországon felkelés tört ki. A soproni népszavazás elrendelése és megtartása némileg enyhítette a feszültséget.
Magyarországon a Tanácsköztársaság idejében és megszűnése után romlott a két ország közötti kapcsolat. Néhány kommunista vezető Ausztriába menekült. Az 1930-as években jobb lett a viszony, de az agresszív német külpolitika miatt több magyar megfigyelő féltette Ausztria önállóságát.

### Az 1938-as év, a második világháború és a háború utáni időszak
Ausztriának a Német Birodalomhoz való csatolásának esetleges bekövetkezése téma volt nemzetközileg, így az osztrák–magyar kapcsolatra is rányomta bélyegét. 1938. február 12-én Adolf Hitler és Kurt Schuschnigg osztrák szövetségi kancellár Berchtesgadenben feszült légkörben tárgyaltak és megállapodást kötöttek, de ez még nem veszélyeztette Ausztria szuverenitását. Magyarország bécsi nagykövetsége számára még mindig nem volt világos, hogy mi fog történni Ausztriával.
Néhány héttel később bekövetkezett Ausztriának a Harmadik Birodalomhoz való csatolása. A magyar kapcsolatokat ezután a Német Birodalom központi irodái szervezték. Magyarország bécsi nagykövetségét átalakították főkonzulátussá és lecserélték a munkatársakat.
1936 novemberétől 1938 márciusáig Eduard Baar-Baarenfels volt Ausztria budapesti nagykövete. Az Anschluss után menesztették posztjáról és letartóztatták. Ezután egészen a második világháború végéig nem volt Budapesten osztrák nagykövet.
A második világháború európai befejezése után nem sokkal, 1945 májusában megkezdődött az első nem hivatalos kapcsolatfelvétel kialakítása a bécsi konzuli tisztségviselők és az osztrák hatóságok között. Ezek a tárgyalások főleg pénzügyi és menekültügyi jellegűek voltak. Néhány hónappal később megállapodás jött létre abban, hogy Magyarország szenet fog szállítani Ausztriába, mert ott szénhiány volt. Ezzel Magyarország kiegyenlítette egyéb tartozását Ausztria felé.
A háború utáni első osztrák-magyar kereskedelmi szerződést 1946 decemberében kötötték meg, amiben különböző áruk cseréjében és annak pénzügyi vonzataiban egyeztek meg. 1947 nyarán folytatták a tárgyalást, aminek 1948 szeptemberében újabb szerződéskötés lett az eredménye. A magyar élelmiszerek és az osztrák ipari termékek cseréjéről szólt a megállapodás.

### A hidegháborús korszak

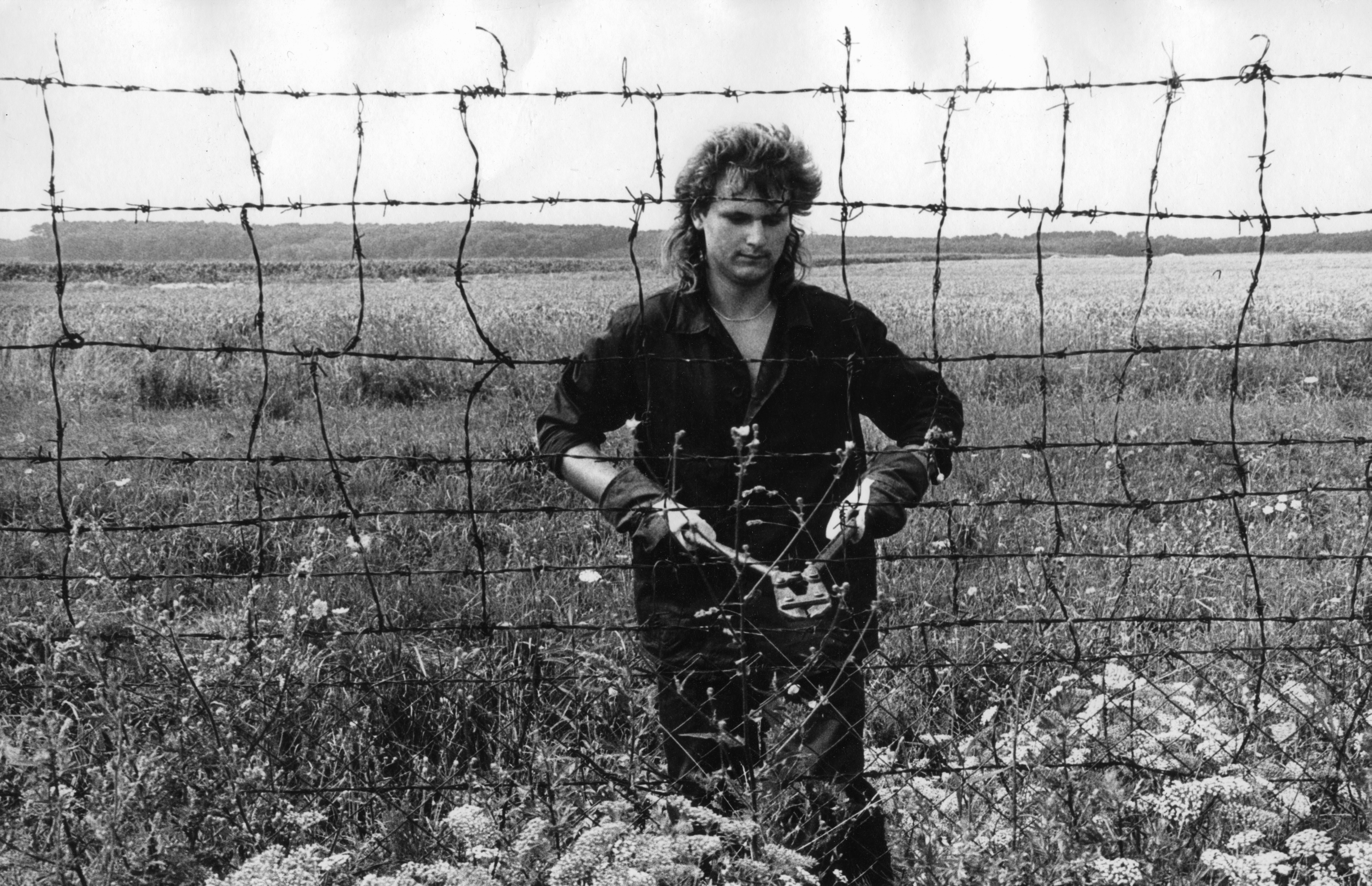
A „vasfüggöny” bontása 1989-ben

Az osztrák-magyar kapcsolatokra negatívan hatott Magyarország szovjet befolyás alá kerülése.
Az 1956-os forradalom idején körülbelül 180 000 ember menekült Ausztriába. Az Amerikai Egyesült Államok, Kanada és néhány nyugat-európai ország befogadta a menekültek többségét. Ausztriában körülbelül 18 000 magyar telepedett le.
1948 nyarán megkezdődött az osztrák-magyar határszakasz védelmi rendszerének kiépítése, ami egészen az 1989-es rendszerváltásig megmaradt. Célja a nyugati demokratikus és a keleti kommunista országok elválasztása fizikai védelemmel. Ezek a rendszerek szögesdrótokból, aknamezőkből és őrtornyokból álltak.
1989. május 2-án kezdődött el a vasfüggöny lebontása Rajkánál, ami külföldi újságírók jelenlétében történt. Az augusztus 19-i páneurópai piknik alkalmával körülbelül 700 kelet-német állampolgárt engedtek át a határon. Szeptember 10-én a magyar kormány hivatalosan is megnyitotta a határt.

### 1989 után
Ausztria a Helsinki záróokmány aláírásával és később az Európai Biztonsági és Együttműködési Szervezet tagjaként vállalta, hogy javítja a kelet-európai országokkal a kapcsolatát. Az osztrák-magyar határ közeli területeken gazdasági fejlődés elősegítése volt a legfontosabb célkitűzés.
Ausztria 1995-ben, Magyarország pedig 2004-ben az Európai Unió tagja lett. A Schengeni egyezményhez Ausztria 1995-ben, Magyarország pedig 2007-ben csatlakozott. Ezáltal szorosabb kapcsolat alakult ki a két ország között. A diplomáciai kapcsolatok erősödtek mind gazdasági és kulturális területen. A két ország jelentős kereskedelmi tevékenységeket folytat egymással.

## Kulturális kapcsolatok

Az Osztrák Kulturális Fórum logója

Az osztrák külügyminisztérium szerint a két ország kapcsolata sok területen kitűnő. Például a felsőfokú oktatási intézmények között, de a városok közötti együttműködés is bizakodásra ad okot.
1977-ben az osztrák külügyminisztérium kulturális irodát nyitott Budapesten, aminek a neve 2001-től Osztrák Kulturális Fórum Budapest. Célja a két ország közötti kulturális események szervezése, összehangolása, de a világ kulturális életének bemutatását és támogatását is feladatuknak érzik. Többek között kiállításokat, zenei koncerteket és filmvetítéseket szerveznek a galériákkal, múzeumokkal, mozikkal és koncertcsarnokokkal együttműködve. Ezenkívül az osztrák iskolákkal is szoros kapcsolatban vannak és különböző programokat szerveznek együtt.

## Gazdasági kapcsolatok
A rendszerváltás után dinamikusan fejlődött a gazdasági kapcsolat a két ország között, ami élénk külkereskedelemben nyilvánult meg. Ausztria több mint 8 milliárd eurónyi összeget fektetett be Magyarországon. Főleg az autó- és építőipari ágazatokban, de a cukor- és papírgyártásban és az ingatlankereskedelemben is jelentős üzleti tevékenységek bonyolódtak le. Ezenkívül fontos ágazatok a pénzügyi szektor és kiskereskedelem, valamint különböző szolgáltatások nyújtása. Magyarország pedig főleg az IT-szektorba fektetett be Ausztriában.
Ez a kereskedelem egészen a 2008-as gazdasági világválságig növekedett, majd 2010-től újra fellendült.
Több ugyanazon termékcsoport kereskedelme folyik a két ország között, például azért, mert a félkész termékek megmunkálási folyamata után másik országban válnak késztermékekké. A gyártás végén legtöbbször visszaszállítják a kiinduló országba az arukat. Ez a vállalatok összeolvadásának eredménye. Ebből két magasan fejlett gazdaságú ország kapcsolatára lehet következtetni.

## Fordítás
- Ez a szócikk részben vagy egészben  az   Österreichisch-ungarische Beziehungen című német Wikipédia-szócikk ezen változatának fordításán alapul.  Az eredeti cikk szerkesztőit annak laptörténete sorolja fel. Ez a jelzés csupán a megfogalmazás eredetét és a szerzői jogokat jelzi, nem szolgál a cikkben szereplő információk forrásmegjelöléseként.